# Vensilló (els Alamús)
Vensilló o Vencilló (antigament Vensilló d'Urgell) és una petita població agregada als Alamús. S'ubica al sud-est del terme municipal, enclavada al Pla d'Urgell, entre Bell-lloc d'Urgell i Torregrossa. És regada pel Canal d'Urgell. Segons el padró de població, Vensilló comptava el 2018 amb 7 habitants.

## Les Cases de Vensilló
Les anomenades Cases de Vensilló formen un conjunt de dues masies i una ermita inclòs en l'Inventari del Patrimoni Arquitectònic de Catalunya. Es tracta d'un conjunt de dues masies idèntiques i una ermita. Les tres construccions són molt senzilles. Les llindes de portes i finestres són de pedra tallada. Les parets són de tàpia i de carreus petits, sobretot a la part baixa. El santuari, dedicat a la Mare de Déu, és un petit edifici d'una sola nau amb un campanar d'espadanya.

## Història
Vensilló fou poblat pels templers i possiblement correspon a la turris d'Avinçalom que modo vocatur d'Albaç, que Ramon Berenguer IV atorgà al Temple i a la qual el 1161 Hug de Barceló o "Barzalon" atorgà carta de poblament (consten el nom dels vint caps de família). Al segle xv el lloc es trobava despoblat. El 1168 apareix esmentada l'església de Santa Maria, que és avui santuari de la Mare de Déu de Vensilló. En una de les masies hi ha una llinda gravada amb l'any 1779. Una de les masies és propietat de Josepa Jové Gías.